# Morgenbladet (partiavis)
 For alternative betydninger, se Morgenbladet (flertydig). (Se også artikler, som begynder med Morgenbladet)
Morgenbladet, var en dansk illegal avis, som udkom første gang den 11. november 1944 under den danske besættelse af den tyske værnemagt.
Bladet var Dansk Samlings afløser for månedsbladet Niels Jydes Breve.
Morgenbladet udkom alle hverdage indtil befrielsen i 1945 med i alt 142 numre.
Efter befrielsen flyttede Morgenbladet sammen med Information, ind i det tidligere nazistiske dagblad Fædrelandets lokaler i København og fortsatte som legalt dagblad indtil april 1946 og ugeblad indtil april 1948.

## Ekstern henvisning og kilde
- Morgenbladet, Det Kongelige Bibliotek Arkiveret 14. oktober 2010 hos  Wayback Machine